# Secció d'hoquei sobre patins del Futbol Club Barcelona
La secció d'hoquei patins del Futbol Club Barcelona va ser creada l'1 de juny de 1942, però problemes de pista de joc van fer que no fos fins al 1948 que la secció prengué plena activitat. La seva primera seu fou a una pista de la Gran Via. Quan Llaudet amateuritzà les seccions, l'hoquei patins va viure uns moments difícils. No fou fins a finals dels setanta i als vuitanta que, amb Josep Lorente al capdavant, l'equip va arrasar a Espanya i a Europa, substituint al Reus Deportiu com a referència. Després d'uns anys de recessió, a mitjan noranta, amb Carlos Figueroa a la banqueta, tornà al primer pla mundial, fet que ha convertit la secció en la més reeixida pel que fa a palmarès de la història del club barceloní. El primer títol oficial va ser la Copa d'Espanya (actual Copa del Rei) de la temporada 1952/53, i des de llavors fins a la consecució de la Lliga l'any 2023 els equips de la secció han guanyat 140 títols en 12 competicions diferents.

## Història
La història de la secció és una història plena d'èxits esportius, sent la secció que ha guanyat més títols de Copa d'Europa.
Des de l'any 1948 quan va reaparèixer la secció fins al principi de la dècada dels 60, l'equip blaugrana es va mantenir en l'elit, però a partir de l'any 1963 a causa d'una retallada del pressupost de la secció va entrar en una crisi que es va prolongar durant set anys.
L'any 1970, Josep Lorente es va fer càrrec de la direcció tècnica del FC Barcelona, i es va iniciar una època excepcional i plena de títols en totes les competicions disputades: 39 títols en 17 anys que van incloure 10 Copes d'Europa.
Després d'un període de 5 anys de sequera de títols l'any 1994 amb la direcció tècnica de Carlos Figueroa, l'equip va iniciar una altra època d'èxits i es va tornar a convertir en el millor aconseguint 31 títols en 10 anys, entre els quals van destacar 6 copes d'Europa i 9 Lligues espanyoles. El seu relleu, la temporada 2005/2006, a la banqueta barcelonista va ser Quim Paüls, que va continuar els èxits esportius al llarg de quatre temporades en què es van assolir 4 OK Lligues; 2 Lligues Europees; 2 Copes Intercontinentals; 3 Supercopes d'Espanya; 4 Copes Continentals; 1 Copa del Rei i 1 Copa CERS.
L'exjugador Gaby Cairo es va convertir en l'entrenador de l'equip el 2011, i va guanyar una Supercopa d'Espanya, una Copa i una Lliga, i va ser substituït el 2013 per al segon entrenador de l'equip, Ricard Muñoz. En el període de quatre temporades que va ser entrenador l'equip va guanyar 13 títols (4 Ok Lligues, 3 Supercopes d'Espanya, 2 Lliges d'Europa, 2 Copes del Rei, 1 Copa Continental, i 1 Copa Intercontinental).
En mes de juny de 2017 es va anunciar el relleu de Ricard Muñoz a la banqueta, per al segon entrenador Edu Castro, i sota la seva direcció tècnica l'equip ha assolit 4 OK Lliga (temporades 2017/18, 2018/19, 2019/20, 2020/21), 1 Lliga Europea (temporada 2017/18), 2 Copa del Rei (temporades 2017/18, 2018/19). 1 Copa Intercontinental (temporada 2018/19), 1 Copa Continental (temporada 2018/19), 2 Supercopa d'Espanya (temporades 2017/18, 2020/21), i 3 Lliga Catalana (temporades 2018/19, 2019/20, 2020/21).
A la temporada 2020/21, a banda de celebrar l'OK Lliga, la plantilla blaugrana també va superar el rècord golejador de la lliga amb un total de 208 gols en 30 duels (6,9 de mitjana). Aquest registre va superar els 207 gols del mateix Barça 2013/14, que era la millor marca comptant des de la creació de l'actual OK Lliga (2002/03).

## Rivalitats

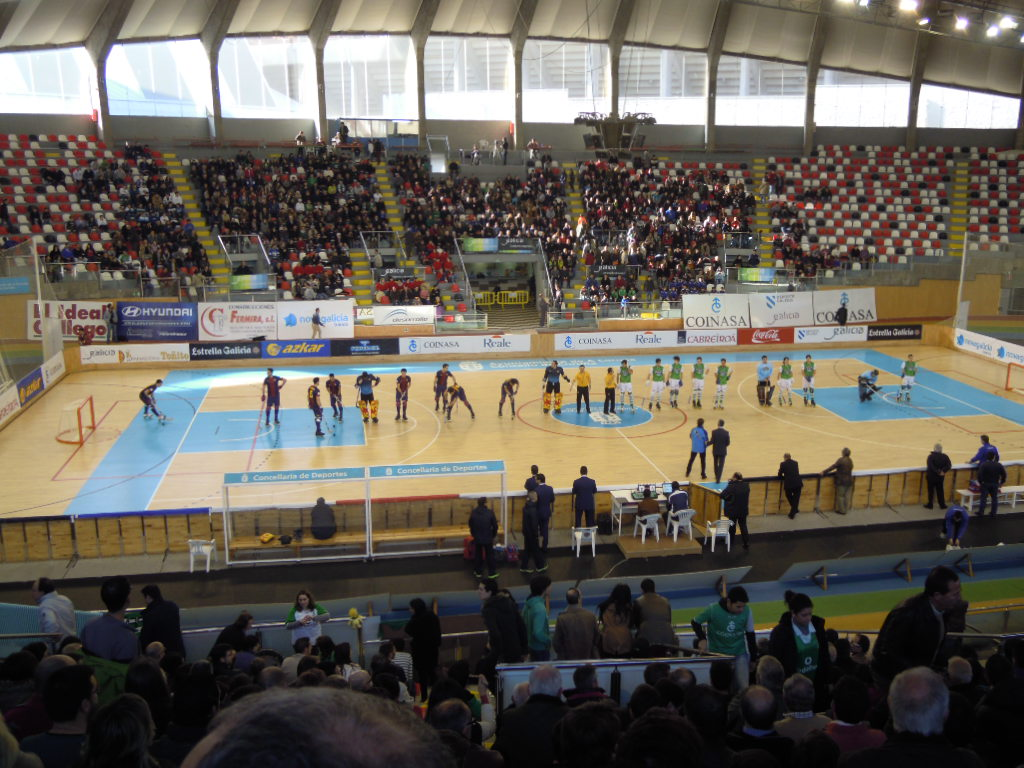
HC Liceo - FC Barcelona a La Corunya.

El principal rival per excel·lència és el HC Liceo. També hi té molta rivalitat amb l'Igualada HC i el Reus Deportiu. Les visites a Les Comes i a Reus es converteixen en un infern pels culers.

## Plantilla

### Plantilla actual[Quan?]
- Matías Pascual
- Sergi Aragonès
- Ferran Font
- Pablo Alvarez
- Sergi Llorca
- Ignacio Alabart
- Eloi Cervera
- Marc Grau
- Xavi Barroso
- Sergio Fernandez (P) (C)
- Carles Grau (P)

### Números retirats
- 1 Aitor Egurrola, P, 1998–2022

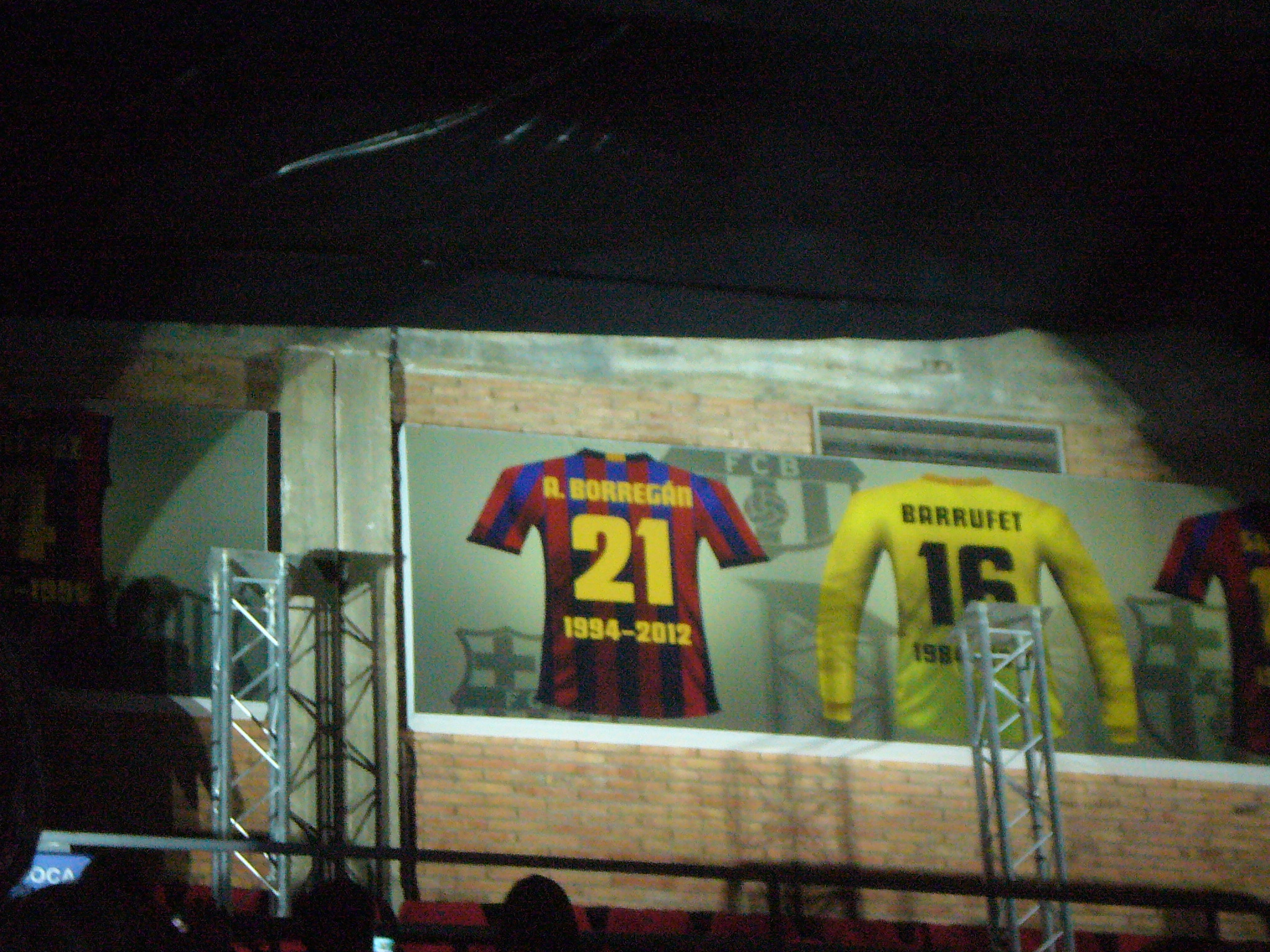
Samarreta de Beto Borregán, amb el dorsal 21, el dia que fou retirada, 5 de maig de 2013.

- 21 Alberto Borregán, DAV, 1994–2012

## Palmarès

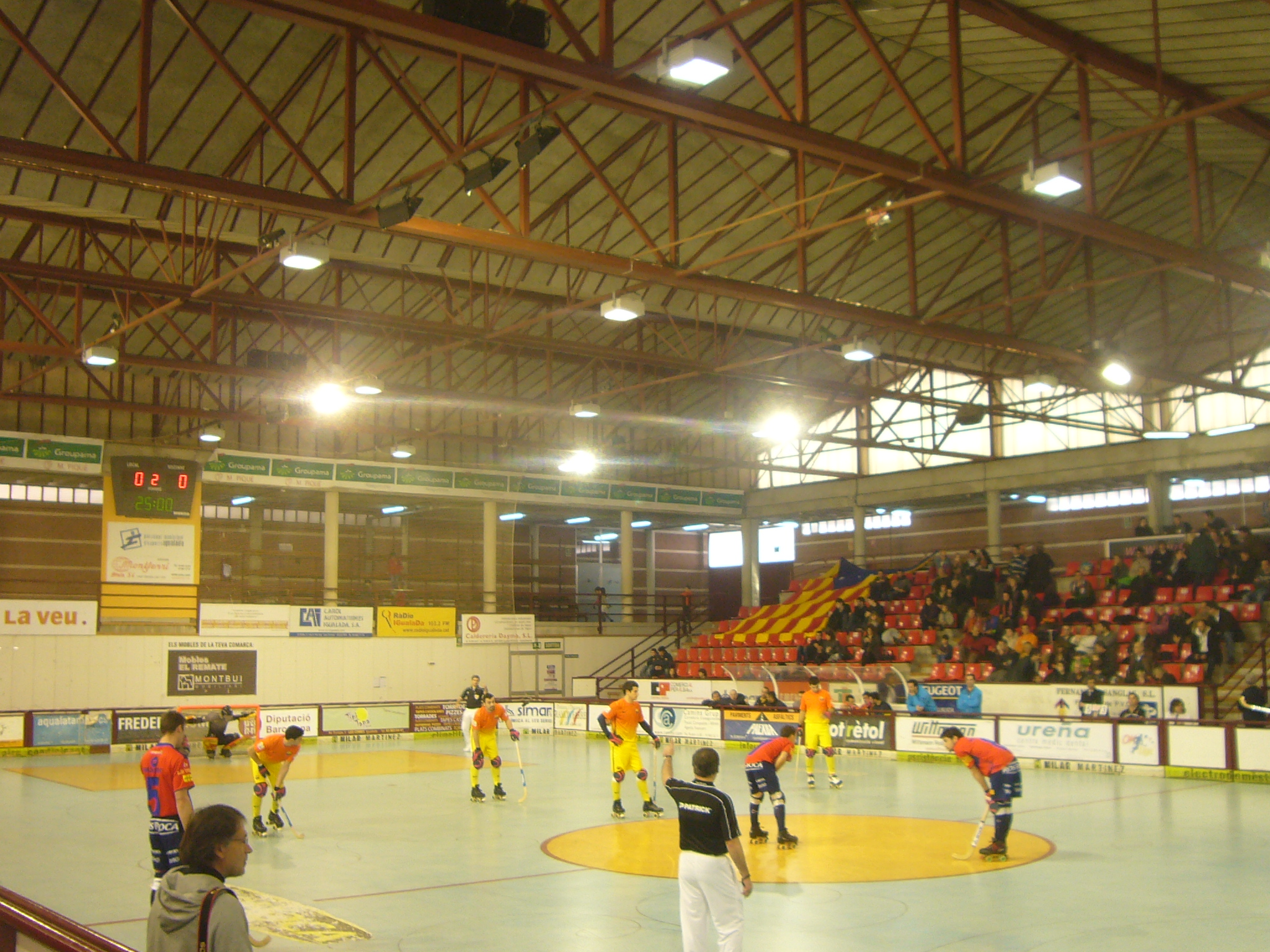
Partit de Copa d'Europa entre el FC Barcelona i l'Igualada HC.

### Internacional (61)
- 7 Copes Intercontinentals (1983, 1998, 2006, 2008, 2014, 2018, 2024)
- 22 Copes d'Europa (1972-73, 1973-74, 1977-78, 1978-79, 1979-80, 1980-81, 1981-82, 1982-83, 1983-84, 1984-85, 1996-97, 1999-00, 2000-01, 2001-02, 2003-04, 2004-05, 2006-07, 2007-08, 2009-10, 2013-14,[5] 2014-15, 2017-18)
- 1 Recopa d'Europa (1986-87)
- 1 Copa de la CERS (2005-06)
- 18 Copes Continentals (1979-80, 1980-81, 1981-82, 1982-83, 1983-84, 1984-85, 1996-97, 1999-00, 2000-01, 2001-02, 2003-04, 2004-05, 2005-06, 2006-07, 2007-08, 2009-10, 2014-15, 2018-19)
- 3 Copes de les Nacions de Montreux (1977-78, 1979-80, 1994-95)
- 3 Copes Ibèriques (1999-00, 2000-01, 2001-02)
- 6 Tornejos Ciutat de Vigo (1996, 1997, 2000, 2001, 2004, 2007)

### Estatal (75)
- 35 OK Lligues (1973-74, 1976-77, 1977-78, 1978-79, 1979-80, 1980-81, 1981-82, 1983-84, 1984-85, 1995-96, 1997-98, 1998-99, 1999-00, 2000-01, 2001-02, 2002-03, 2003-04, 2004-05, 2005-06, 2006-07, 2007-08, 2008-09, 2009-10, 2011-12, 2013-14, 2014-15, 2015-16, 2016-17, 2017-18, 2018-19, 2019-20, 2020-21, 2022-23, 2023-24, 2024-25)
- 26 Copes del Rei (1953, 1958, 1963, 1972, 1975, 1978, 1979,1981, 1985, 1986, 1987, 1994, 2000, 2002, 2003, 2005, 2007, 2011, 2012, 2016, 2017, 2018, 2019, 2022, 2023, 2024)
- 14 Supercopes espanyoles (2004-05, 2005-06, 2007-08, 2008-09, 2011-12, 2012-13, 2013-14, 2014-15, 2015-16, 2017-18, 2020-21, 2022-23, 2023-24, 2024-25)

### Nacional (10)
- 8 Lligues catalanes (1994-95, 1995-96, 1996-97, 1997-98, 2018-2019, 2019-20, 2020-21, 2021-22)
- 2 Campionats de Catalunya (1957, 1960)

## Jugadors destacats
- Pere Gallén
- Josep Barguñó
- Antoni Caicedo
- Ramon Pons
- Joan Brasal
- Carles Folguera
- Manel Chércoles
- Jordi Villacorta
- Sergi Centell
- Joan Vila
- Jordi Vila-Puig
- Carles Trullols
- Joaquim Paüls
- Joan Torner
- Josep Enric Torner
- Gaby Cairo
- Ramon Benito
- José Luis Páez
- David Páez
- Alberto Borregán
- Aitor Egurrola
- Pau Bargalló

## Entrenadors
- 1948-1970: desconegut
- Josep Lorente (1970-1989)
- Jordi Vila-Puig (1989-1992)
- Francisco Aymar (1992-1995)
- Carlos Figueroa (1995-2005)
- Quim Paüls (2005-2009)
- Ferran Pujalte (2009-2011)
- Gaby Cairo (2011-2013)[6][7]
- Ricard Muñoz (2013-2017)[8]
- Edu Castro (2017-2024)[9]
- David Cáceres (2024- )[10]

## Penyes / Grups d'animació
- PBB Meritxell
- Sang Culé